# بسار إبري الحراشف
بسار إبري الحراشف أو ضلعة إبرية الحراشف (الاسم العلمي: Scomberoides tol)، سمكة طريدة من البسار وفصيلة الشيميات.

## التوزيع
توجد في غرب منطقة المحيط الهادئ الهندي، حيث يمتد نطاقها من جنوب إفريقيا شمالاً إلى الخليج العربي. تشمل البحر الأحمر وسقطرى في الشرق. من الشرق إلى المحيط الهادئ الغربي إلي أبعد حد من تونغا وجزر ماركيساس. وفي الجزء الشرقي من نطاقها يمتد من الشمال إلى جنوب اليابان وجنوبًا حتى خليج إكسماوث في غرب أستراليا وكوينزلاند في شرق أستراليا.